# Sterlina di Sant'Elena
La sterlina di Sant'Elena (o semplicemente "sterlina") è la valuta dei territori d'oltreoceano britannici delle isole di Sant'Elena ed Ascensione. Ha un rapporto di cambio fisso con la sterlina britannica ed è suddiviso in 100 penny.

## Storia

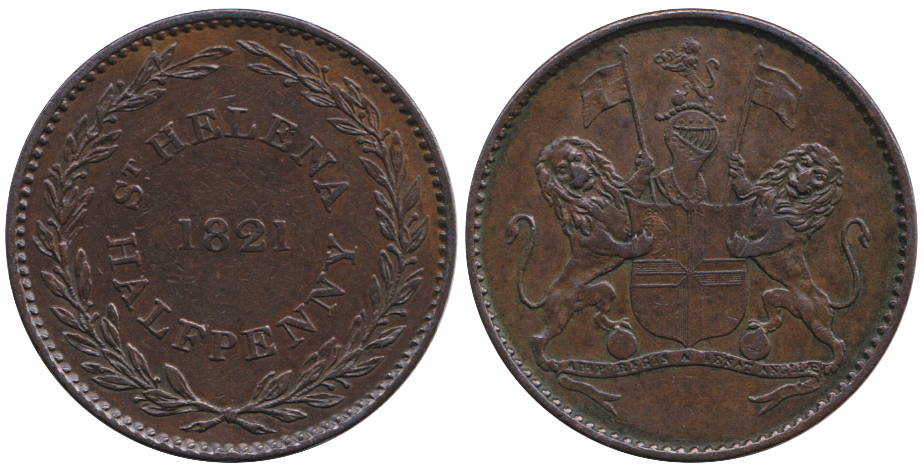
Un mezzo penny della British East India Company coniato per l'isola nel 1821.

Inizialmente a Sant'Elena circolava la sterlina britannica suddivisa in 20 shilling, ognuno di 12 penny. La sterlina era integrata da emissioni locali occasionali di carta moneta. Prima del febbraio 1961 circolava anche la valuta del Sudafrica (di valore uguale alla sterlina) ma fu posto fuori corso quando la moneta sudafricana fu decimalizzata (nel Regno Unito la decimalizzazione ci fu solo nel febbraio 1971). Nel 1976 il governo iniziò ad emettere banconote che furono seguite dalle monete nel 1984.

## Monete
Prima del 1984 entrambe le isole, Sant'Elena ed Ascensione, avevano emesso monete commemorative ma usavano le monete della sterlina britannica. Nel 1984 sono state introdotte monete con i nomi di Sant'Elena ed Ascensione con valori di 1, 2, 5, 10 e 50 penny e da 1 sterlina. Tutte le monete erano delle stesse misure e composizione delle corrispondenti monete britanniche. La moneta da 20 penny è stata introdotta nel 1998 e quella da 2 sterline nel 2002.

## Banconote
Dal 1716 il Governor and Council of the Island of St. Helena emise banconote da 2½ e 5 scellini e da 1 e 2 sterline. Queste banconote furono emesse fino al tardo XVIII secolo. La successiva emissione di banconote ci fu qualche tempo dopo il 1917. Fu prodotta dal St. Helena Currency Board nei tagli da 5, 20 e 40 scellini.
Nel 1976 le banconote da 1 e 5 sterline furono introdotte dal governo, seguite nel 1979 da quelle da 50 penny e 10 sterline. La banconota da 1 sterlina fu sostituita da una moneta nel 1984 e quella da 2 sterline fu introdotta nel 1986.
Le banconote mostrano al fronte il ritratto della regina Elisabetta II volto verso sinistra e panorami dell'isola. Nel 2004 il ritratto della regina è stato aggiornato ed inoltre è di faccia.
Al verso nelle serie prima del 2004 c'è sulla destra una nave a tre alberi e a sinistra lo stemma dell'isola con il motto AUSPICIO REGIS ET SENATUS ANGLIÆ. Nelle prime banconote da 1 e 5 sterline del 1976 il motto è errato: ANGLÆ anziché ANGLIÆ.
Nella serie del 2004 la nave si trova al centro e sulla destra c'è il valore.

## Banca
Sant'Elena non ha una banca centrale propria e l'unico servizio bancario nell'isola è offerto da una banca commerciale, la Bank of St. Helena. Le banconote e le monete di Sant'Elena sono emesse dal St. Helena Government e non dalla Bank of St. Helena.
Le banconote sono accettate solo a Sant'Elena e Ascensione mentre l'isola di Tristan da Cunha utilizza la sterlina britannica.